# Pedro de Alva
Pedro de Alba y Astorga (Carbajales de Alba, Zamora, c. 1601 - Lovaina, 1667) fue un escritor y teólogo franciscano español, conocido por su vehemente defensa de la Inmaculada Concepción de María.
A la edad de unos ocho años fue llevado a Perú y naturalizado en Cuzco, lo que explica que muchos autores posteriores considerasen esta ciudad como el lugar de su nacimiento. Frecuentó el colegio de San Antón, que era el seminario del obispado de Cuzco. Hacia 1621, mientras seguía los estudios teológicos en el Colegio de San Martín, en Lima, ingresó en la Provincia franciscana de los Doce Apóstoles del Perú. Ordenado sacerdote, ejerció a la vez la enseñanza, la predicación y diversos cargos de gobierno. En 1641 era ya lector jubilado. Por esa fecha o un poco antes volvió a España como procurador de su provincia. Como custodio de su provincia participó de vocal en el Capítulo General de Toledo en 1645 y en la Congregación General celebrada en la misma ciudad en 1648.
Pedro de Alva y Astorga pasó a Roma en 1650 como procurador de la Causa de beatificación del misionero español Francisco Solano. En 1654 fue nombrado procurador general de la Orden Franciscana, pero renunció a los pocos meses y regresó a España.
Hacia 1661 o 1662 se trasladó a los Países Bajos y montó una imprenta en Lovaina para editar sus propias obras, siendo un autor prolífico. Este franciscano zamorano fue un portento de actividad. Su nombre quedó unido a la acalorada controversia sobre la Inmaculada Concepción, a la que van dedicadas muchas de sus obras, en las que, fiel a la tradición de su Orden Franciscana y como mariólogo, defiende el «singular privilegio» de María.
Algunas de sus obras más importantes son: Bibliotheca Virginalis, 2 vols. (Madrid, 1648); Armamentarium Seraphicum et Regestum universale pro tuendo título Immaculatae Conceptionis (Madrid, 1649); Sol Veritatis (Madrid, 1650); Naturae prodigium, gratiae portentum, hoc est seraphici Francisci vitae acta ad Christi d.n. vitam et mortem regulata et coaptata (Madrid, 1651), obra que fue incluida en el Índice de Libros Prohibidos de la Iglesia católica; Militia Immaculatae Conceptionis (Lovaina, 1663); Monumenta antiqua Immaculatae Conceptionis (Lovaina, 1664); Monumenta antiqua seraphica pro Immaculata Conceptione (Lovaina, 1665).